# Поливинилиденфторид
Поливинилиденфторид или ПВДФ/PVDF — фторопласт, фторсодержащий полимер — полимер винилиденфторида.
Техническое название — фторопласт-2.

## Характеристики
VDF 1000 (фторопласт Ф2) имеет следующие характеристики:
- Максимальная температура при эксплуатации на воздухе 150 °С.
- Высокая жесткость, также при низких температурах.
- Хорошая механическая прочность, твёрдость и ползучестойкость (лучше, чем у других фторопластов), химическая, электроизоляционная и радиационная стойкость, стойкость к гидролизу и ультрафиолетовому излучению.
- Хорошие свойства скольжения и износостойкость.
- Физиологическая инертность (контакт с пищевыми продуктами).
- ПВДФ — очень чистый полимер, не содержит, в отличие от других пластиков, остатков каталитической системы, термо- и УФ- стабилизаторов, смазочных материалов, пластификаторов, антипиренов.
- Низкая воспламеняемость.

## Область применения
ПВДФ — универсальный технический материал, пригодный для производства компонентов в нефтехимической, химической, металлургической, пищевой, бумажной, текстильной,  полупроводниковой, фармацевтической и атомной отраслях. Также используется для производства рыболовных лесок.